# 농업시험장
농업시험장은 농사원의 산하 연구기관으로 영농의 개선과 농업증산에 관한 시험연구와 조사에 관한 사항을 관장하던 기관이다. 종전 중앙농업기술원의 잠업분야 연구기능을 제외한 나머지 기능을 승계받아 개편되었으며, 농림부의 중앙토양연구소가 폐지되고 그 기능을 이관받아 통합되어 설치되었다.

## 조직
장장은 1급 공무원 또는 기감으로 보하였다. 하부조직으로 서무과, 작물제1과, 작물제2과, 토양과, 기초연구과, 농예화학과, 경영기술과를 두고, 과장은 서무과는 서기관으로, 기타 연구과는 기정으로 보하였다.